# Хиллесум, Этти
Эстер «Этти» Хиллесум (нидерл. Ester "Etty" Hillesum, 15 января 1914, Мидделбург, Нидерланды — 30 ноября 1943, Аушвиц, Нацистская Германия) — молодая нидерландка, оставившая дневник, который вела в годы Второй мировой войны.

## Биография
Родилась в еврейской семье, отец, Леви (Луи) Хиллесум (род. в 1880 году), — голландец, преподаватель классических языков и словесности, мать, Рива (Ребекка) Бернштейн (род. в 1881 году), — из города Сураж (Черниговской губернии) бежала после Первой Революции в 1907 году. Этти была старшей из трёх детей, у неё были два брата, Якоб (Яап, род. в 1916 г.) и Михаил (Миша, род. в 1920 г.). Этти изучала в Амстердамском университете голландское право (публичное право, в частности) и славянские языки. Большое влияние на её внутренний мир оказало творчество Рильке, классиков русской литературы (Лермонтов, Толстой, Достоевский), а также бл. Августин.
В марте 1941 года Этти начала вести дневник. В 1942 году работала добровольцем в пересыльном лагере Вестерборк. В октябре 1942 года записи в дневнике прекратились. Этти с родителями и Михаилом были заключены в Вестерборк, а 7 сентября 1943 года этапированы в Освенцим, куда прибыли спустя два дня. Дата смерти её родителей значится как 10 сентября 1943 года, Михаил оставался в лагере до октября и был депортирован в Варшавское гетто, где, согласно Красному Кресту, умер в период до 31 марта 1944 года. Якоб попал в Вестерборк уже после того, как его сестра, брат и родители были депортированы оттуда, и в феврале 1944 года был переправлен в Берген-Бельзен, где умер вскоре после его освобождения в апреле 1945 года.
Дневники и письма Этти сохранились и были впервые изданы в Голландии в 1981 году, став — наряду с «Дневником» Анны Франк — одним из памятников литературы Холокоста. Впоследствии дневник и письма были переведены на большинство европейских языков, а также на иврит и на японский. На русском языке книга впервые опубликована в Харькове в 2016 году.

## Признание и память

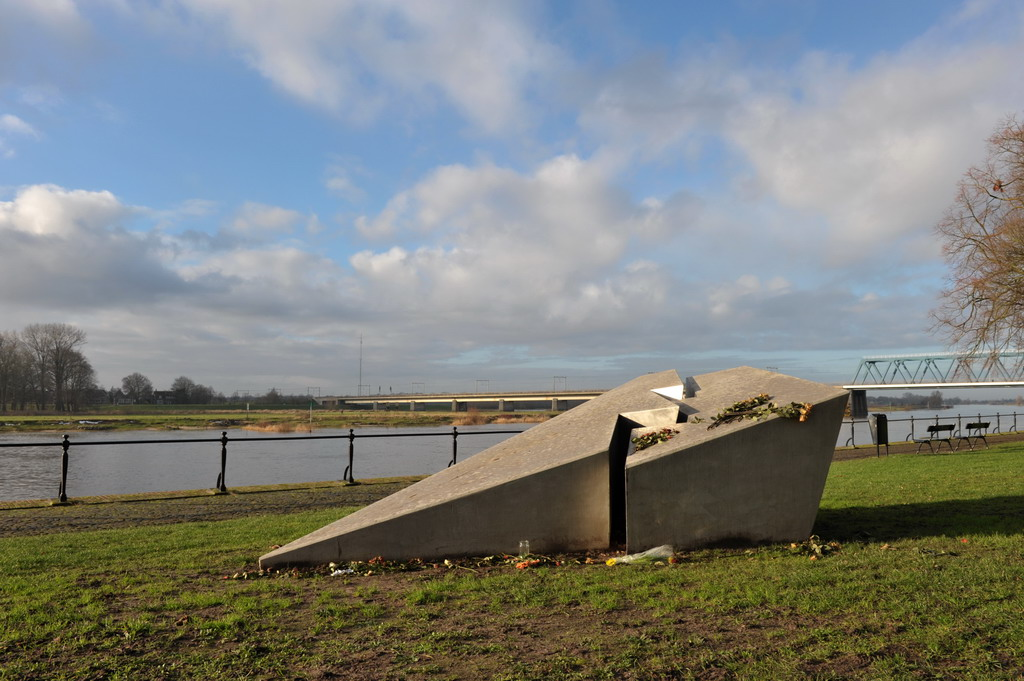
Арно Крамер. Оборванная жизнь. Монумент в память Этти Хиллесум, Девентер

Дневники и письма Этти Хиллесум, уникальный документ духовного сопротивления нацизму и геноциду, неоднократно издавались на разных языках, написанное ею вошло в энциклопедии и учебные пособия, посвящённые Холокосту. Написаны несколько её биографий. Одна из школ Девентера, где Этти училась, названа её именем, здесь создан небольшой музей. В городе установлен памятник Этти Хиллесум.
Вокальный цикл «Письма из Вестерборка» (фр. Lettres de Westerbork) на текст писем Этти Хиллесум и отрывков из псалмов написан в 1993 году французским композитором Оливье Грейфом.
Короткометражный фильм 2009 года «Да будет праздник для Вас... Согласно письмам Этти Хиллесум» режиссёра Валентины Коэн.

## Публикации
- Этти Хиллесум. Я никогда и нигде не умру. Дневник 1941—1943 гг., Харьков, Книжный клуб «КСД», 2016
- An interrupted life: the diaries of Etty Hillesum, 1941—1943. New York : Pantheon Books, 1983
- Letters from Westerbork. New York: Pantheon Books, 1986